# オタワ
オタワ（英語: フランス語: Ottawa 英語発音: [ˈɒtəwə]  聞く）は、カナダの首都。オンタリオ州東部に位置する地方行政区。オタワ川を挟んで隣接するガティノーを含め連邦政府の行政機関が集中する行政都市である。

## 概要

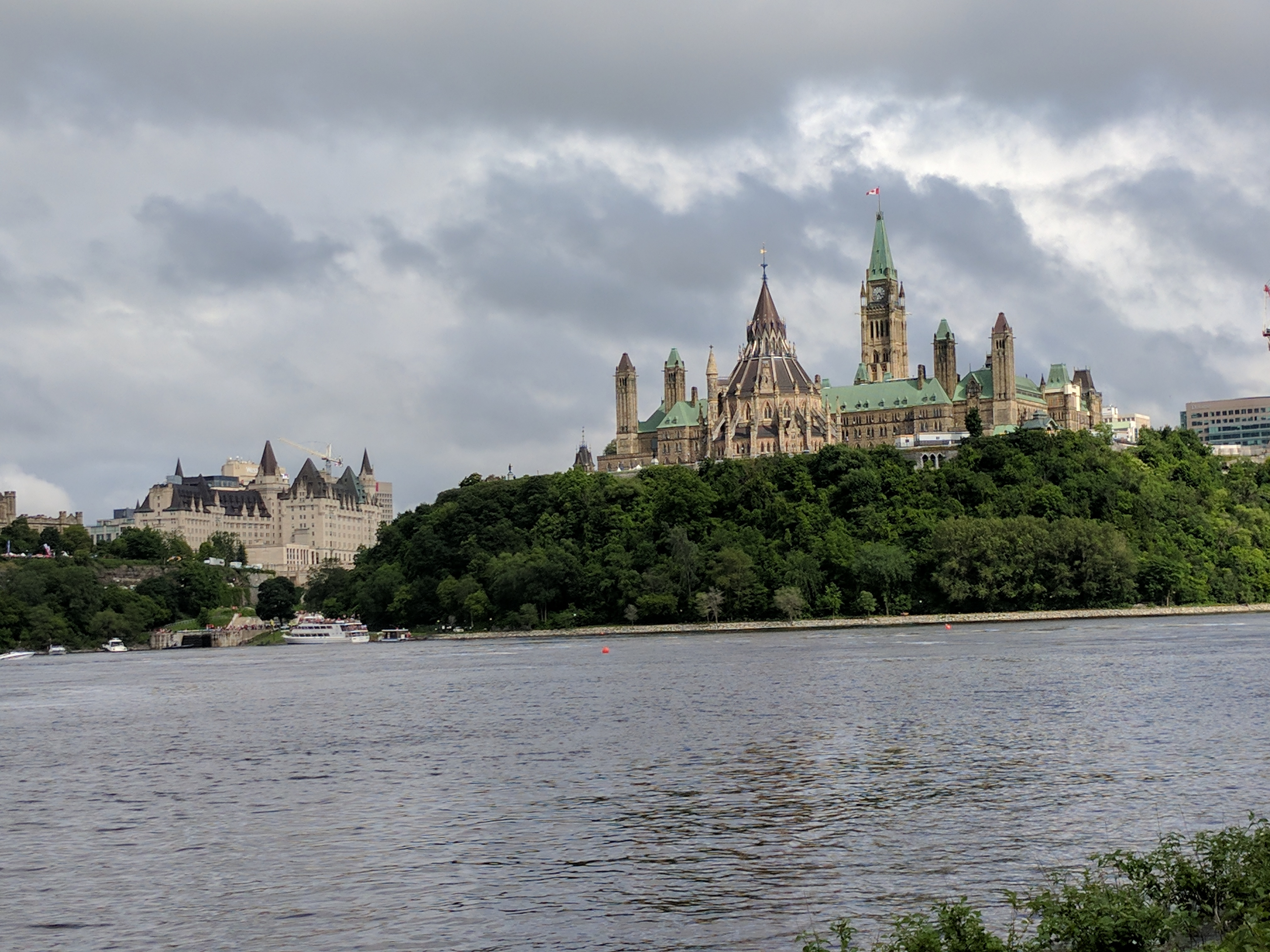
オタワ川とパーラメントヒル

カナダにはアメリカの首都ワシントンD.C.とは違い、連邦政府の特別地区（Capital District）が存在せず、オタワはオンタリオ州内の一都市となっている。行政レベルはトロントなどと同じ単一層自治体に位置づけられる。
オタワはケベック州の都市ガティノーを含めた周辺都市とでオタワ首都圏（NCR、National Capital Region）を形成している。
2021年の市域人口は約101万人でカナダ国内ではトロント・モントリオール・カルガリーに次ぐ4番目。広域圏の人口は約148万人を数える。

## 歴史
1826年～1831年に軍事的目的でオタワ川とオンタリオ湖を結ぶリドー運河が建設されたが、この時測量を担当した英国人将校ジョン・バイ大佐（John By）の名にちなんでバイタウン（Bytown）の小村が生まれ、これが今日のオタワの母体となった。
1854年に市街再編、川の名からオタワに改名された。当時首都の決定を巡ってケベック、モントリオール、キングストン、トロントの4都市が激しく競い合ったが、1858年、ビクトリア女王の独断で英仏両勢力のほぼ境界に位置するオタワ（当時人口は約2万人）が選定された。
第二次世界大戦中、オランダのユリアナ王女はカナダへ亡命し、オタワに身をよせていた。ユリアナ王女はオタワ滞在中に出産を迎えたが、カナダは出生地主義であり、カナダ領内で生まれた子供には自動的にカナダ国籍が与えられるため、二重国籍を認めていないオランダの法律下では生まれた子供がオランダ国籍を喪失するおそれがあった。そのため、カナダ政府は病室を一時的にカナダ領から外す特別措置をとった。このときに生まれたのが、ユリアナ王女の三女（ベアトリクス前女王の妹）マルフリート王女である。オランダ王室はこの恩義の返礼と感謝の意をこめて、毎年チューリップの球根を贈っている。オランダとの友好を意味するチューリップが毎年5月にチューリップ・フェスティバルの会場いっぱいに咲くことから、オタワは「チューリップ・シティ」とも呼ばれる。その数は10万本以上で世界最大規模のチューリップ・フェスティバルとなっている。同会場のインターナショナルパビリオンには、日本のパビリオンがあり、地元の日系人関係者が日本パビリオンを主催している。

## 人口動勢
2021年国勢調査によると、オタワ市の人口は101万7449人で、そのうち、外国生まれが25.9%（25万9215人）を占める。外国生まれの内訳は中華人民共和国が2万320人 (7.8%) 、インドが1万6200人 (6.2%) 、イギリスが1万4760人 (5.7%) 、レバノンが1万1900人 (4.6%) 、フィリピンが1万505人 (4.1%) 、アメリカ合衆国が8795人 (3.4%) 、ハイチが6710人 (2.6%) 、シリアが6370人 (2.5%) 、ベトナムが6155人 (2.4%) 、イランが6000人 (2.3%) などとなっている。
市内にはイタリア人街や中華街、ユダヤ人街が点在し、ソマリアからの難民が多いのが特徴である。インドシナ難民の受け入れをオタワが積極的に行ったため、ベトナム、カンボジアからの難民も多い。レバノン人コミュニティはモントリオールに次ぐ規模である。

## 気候

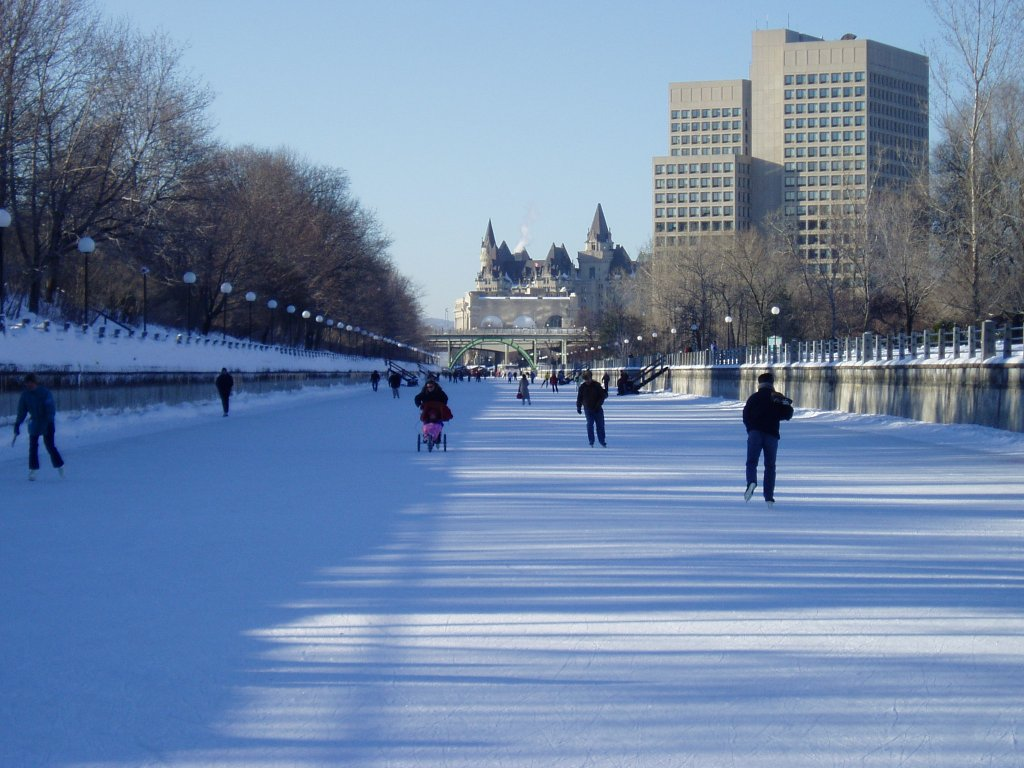
冬のリドー運河

首都としては、モンゴルのウランバートル、カザフスタンのアスタナに次いで、寒さの厳しい都市である。ケッペンの気候区分によれば、亜寒帯湿潤気候（Dfb）に属し、冬季は1月の平均気温は-10.0℃。北極寒波に覆われると-30℃以下まで下がり、日中でも氷点下20℃以下までしか上がらないことが珍しくない。冬季には完全に凍りついたリドー運河がスケートリンクに変身し、通勤・通学する市民で賑わう姿はオタワの風物詩になっている。夏季は比較的気温が高くなり、好天ならば昼は30℃を超える真夏日となる。
| オタワ (1991–2020年)の気候                              | オタワ (1991–2020年)の気候 | オタワ (1991–2020年)の気候 | オタワ (1991–2020年)の気候 | オタワ (1991–2020年)の気候 | オタワ (1991–2020年)の気候 | オタワ (1991–2020年)の気候 | オタワ (1991–2020年)の気候 | オタワ (1991–2020年)の気候 | オタワ (1991–2020年)の気候 | オタワ (1991–2020年)の気候 | オタワ (1991–2020年)の気候 | オタワ (1991–2020年)の気候 | オタワ (1991–2020年)の気候 |
| 月                                                      | 1月                        | 2月                        | 3月                        | 4月                        | 5月                        | 6月                        | 7月                        | 8月                        | 9月                        | 10月                       | 11月                       | 12月                       | 年                         |
| ------------------------------------------------------- | -------------------------- | -------------------------- | -------------------------- | -------------------------- | -------------------------- | -------------------------- | -------------------------- | -------------------------- | -------------------------- | -------------------------- | -------------------------- | -------------------------- | -------------------------- |
| 最高気温記録 °C （°F）                                  | 15.6 (60.1)                | 12.4 (54.3)                | 27.4 (81.3)                | 31.1 (88)                  | 35.8 (96.4)                | 36.1 (97)                  | 38.3 (100.9)               | 37.8 (100)                 | 38.9 (102)                 | 30.6 (87.1)                | 23.9 (75)                  | 18.4 (65.1)                | 38.9 (102)                 |
| 平均最高気温 °C （°F）                                  | −5.5 (22.1)                | −3.6 (25.5)                | 2.4 (36.3)                 | 11.3 (52.3)                | 19.5 (67.1)                | 24.4 (75.9)                | 26.9 (80.4)                | 25.7 (78.3)                | 21.1 (70)                  | 13.2 (55.8)                | 5.7 (42.3)                 | −1.7 (28.9)                | 11.6 (52.9)                |
| 日平均気温 °C （°F）                                    | −10 (14)                   | −8.3 (17.1)                | −2.3 (27.9)                | 5.9 (42.6)                 | 13.6 (56.5)                | 18.6 (65.5)                | 21.2 (70.2)                | 20.0 (68)                  | 15.4 (59.7)                | 8.4 (47.1)                 | 1.5 (34.7)                 | −5.6 (21.9)                | 6.5 (43.7)                 |
| 平均最低気温 °C （°F）                                  | −14.5 (5.9)                | −13.1 (8.4)                | −7.0 (19.4)                | 0.5 (32.9)                 | 7.5 (45.5)                 | 12.8 (55)                  | 15.4 (59.7)                | 14.3 (57.7)                | 9.7 (49.5)                 | 3.5 (38.3)                 | −2.6 (27.3)                | −9.4 (15.1)                | 1.4 (34.5)                 |
| 最低気温記録 °C （°F）                                  | −36.1 (−33)                | −36.1 (−33)                | −36.7 (−34.1)              | −19.4 (−2.9)               | −6.1 (21)                  | −0.1 (31.8)                | 5.0 (41)                   | 1.1 (34)                   | −3.0 (26.6)                | −9.4 (15.1)                | −3.6 (25.5)                | −36.7 (−34.1)              | −36.7 (−34.1)              |
| 降水量 mm （inch）                                      | 66.2 (2.606)               | 52.0 (2.047)               | 64.2 (2.528)               | 81.7 (3.217)               | 76.3 (3.004)               | 99.4 (3.913)               | 94.5 (3.72)                | 82.1 (3.232)               | 84.6 (3.331)               | 86.8 (3.417)               | 70.3 (2.768)               | 73.0 (2.874)               | 931.1 (36.657)             |
| 出典：http://www.pogodaiklimat.ru/climate7.php?id=71628 |                            |                            |                            |                            |                            |                            |                            |                            |                            |                            |                            |                            |                            |

## 行政

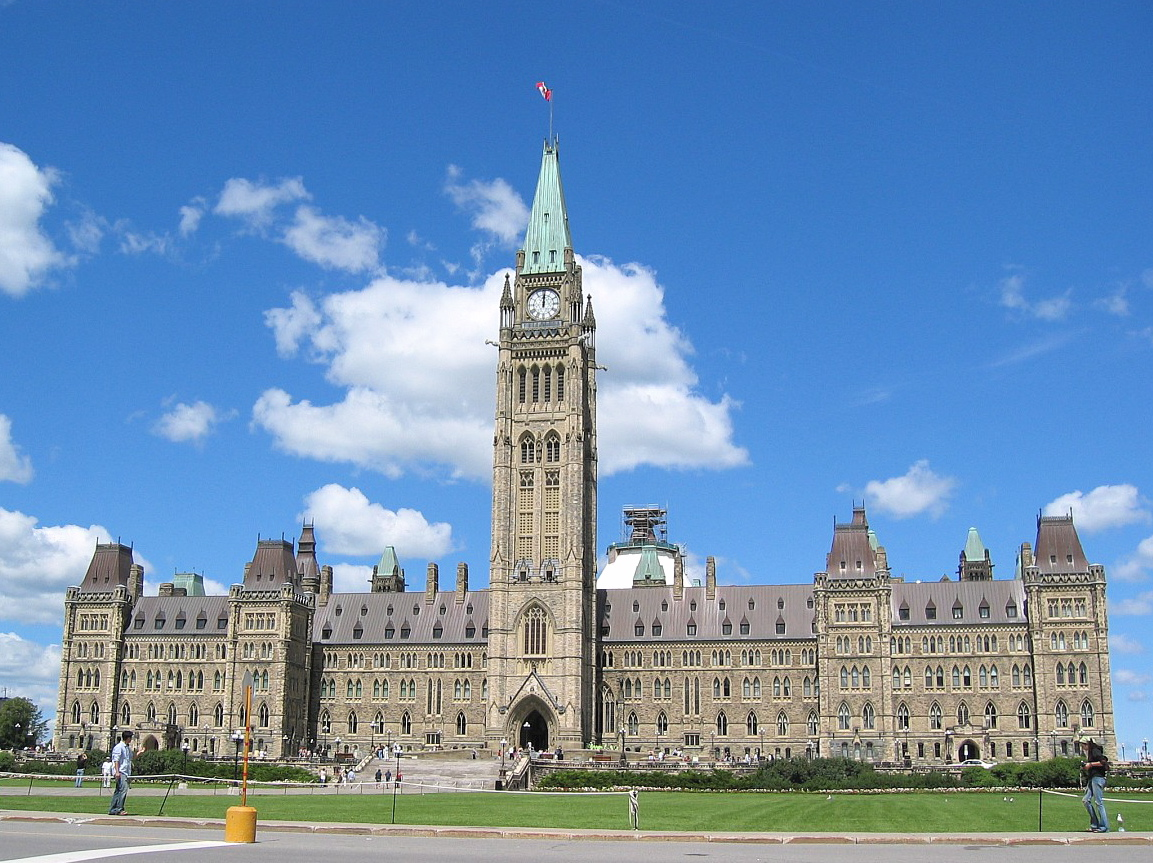
国会議事堂

- 市長 - マーク・サトクリフ（英語版）（2022年11月15日就任、無所属）

## 対外関係

### 姉妹都市・提携都市
- 北京市（中華人民共和国 直轄市）
- カイロ（エジプト・アラブ共和国 カイロ県）
- カターニア（イタリア共和国 シチリア州 カターニア県）

## 経済

### 第一次産業

#### 林業
オタワ郊外ではこの町の発祥の基礎となった林業が依然として重要な産業である。

### 第二次産業

#### 工業
パルプやセメントの生産が行われている。
また、北西180kmのディープリバーの近くに、原子炉の研究で世界的に知られるチョーク・リバー研究所がある。ハイテク産業も盛ん。

### 第三次産業

#### サービス業
行政官庁が多くあり、研究機関も多い。

## 教育

### 大学
- オタワ大学 - 英語とフランス語によるバイリンガル大学である。
- カールトン大学
- アルゴンキン大学
- en:Dominican University College
- en:La Cité Collégiale
- en:Saint Paul University

## 交通

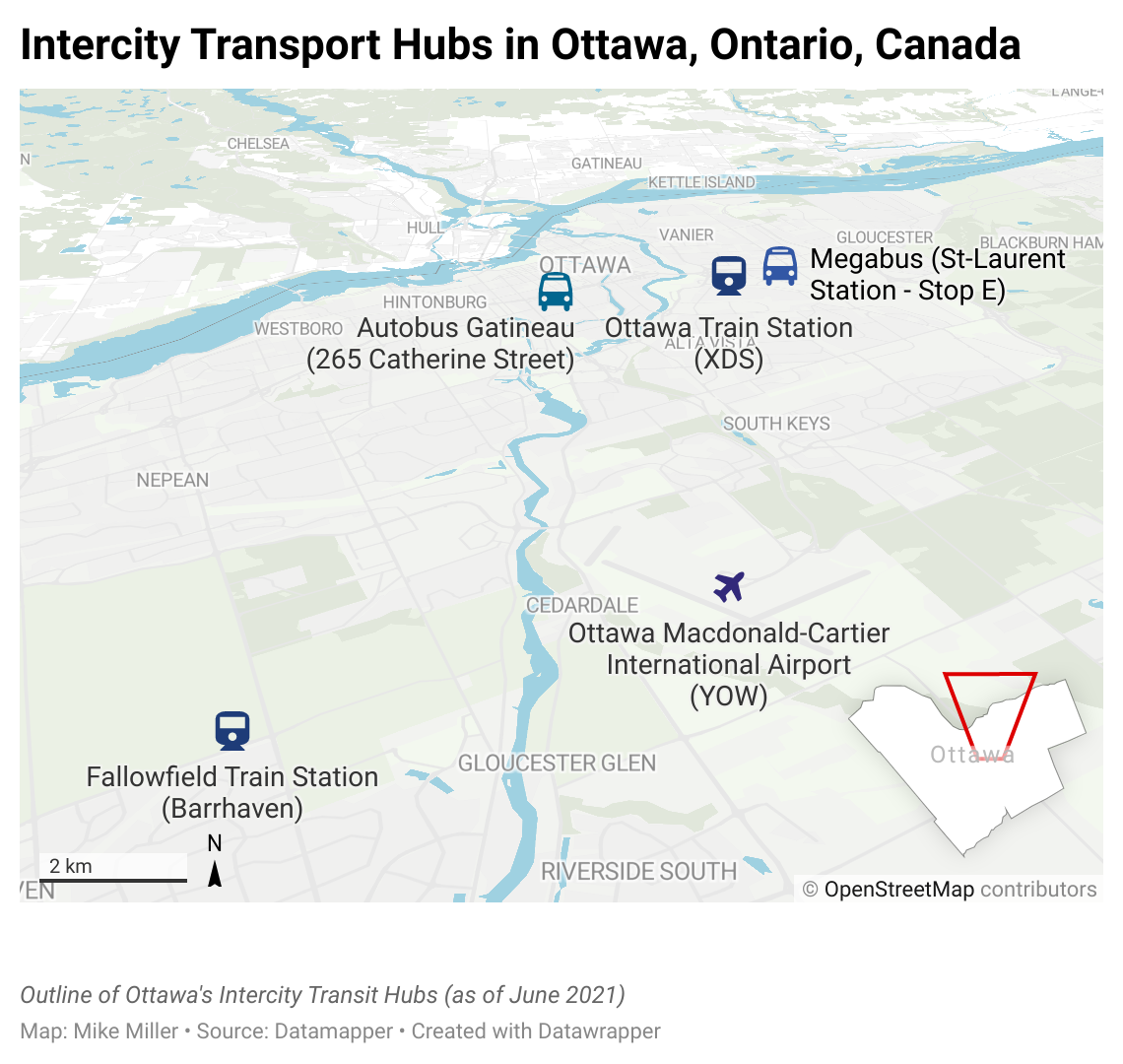
カナダ、オンタリオ州オタワの都市間交通施設

### 空路

#### 空港
- オタワ国際空港（Ottawa Macdonald–Cartier International Airport、IATA空港コード：YOW、ICAO空港コード：CYOW）

### 鉄道

#### 鉄道路線
都市間交通
- オタワ駅（Ottawa station）は主要駅。VIA鉄道：トロント、モントリオール方面へ長距離列車を運行している。
  - 駅はO-トレインTremblay stationのそばに位置する。

市内交通
- O-トレイン - 2001年に開通した市内鉄道・ライトレールでトリリウム線とコンフェデレーション線からなる。ダウンタウンの一部区間では地下鉄となる。

### バス

#### 路線バス
オタワ・カールトン地域交通公社(OC Transpo)によってオタワ市内や隣のケベック州ガティノーなど各地へバス路線が運行されている他、以下の市内交通が運行されている。
- オタワ・トランジットウェイ - 専用路線を走るバス路線。バス・ラピッド・トランジット(BRT)。

## 観光

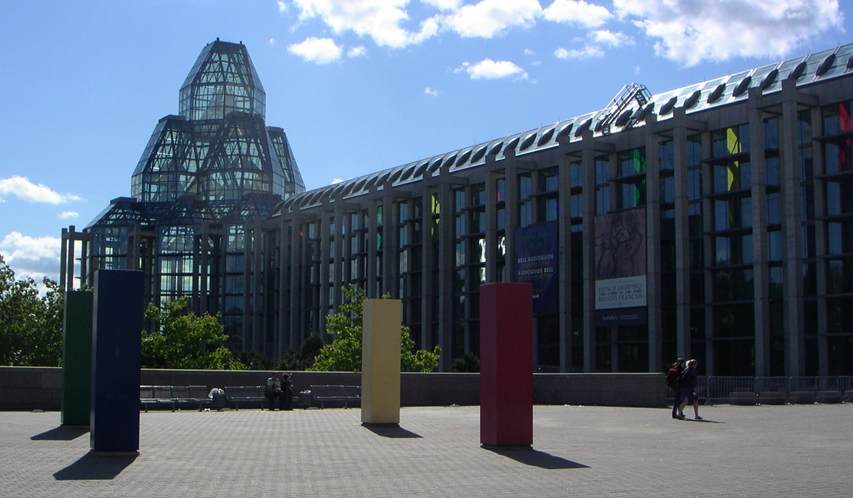
ナショナル・ギャラリー

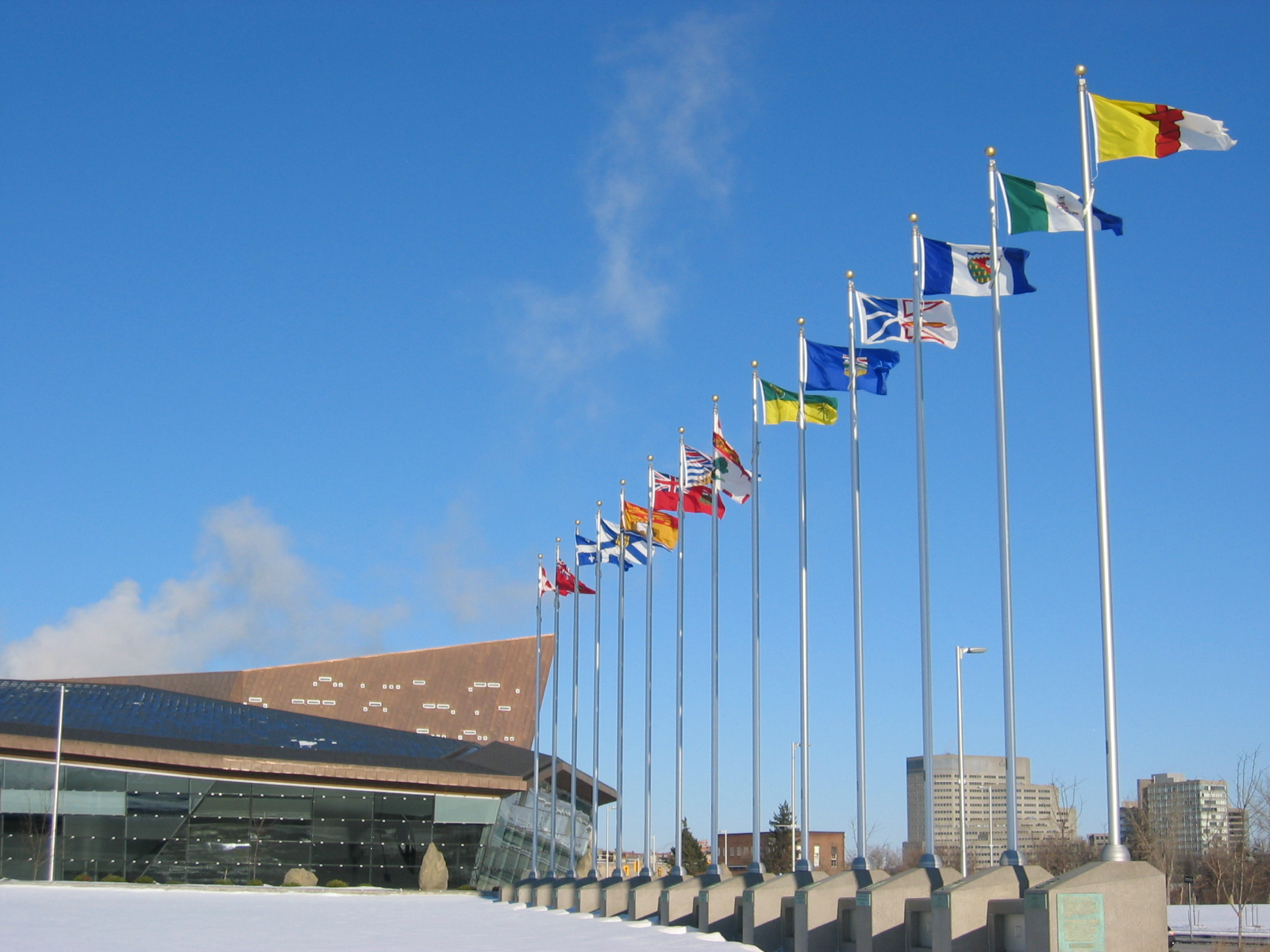
カナダ戦争博物館

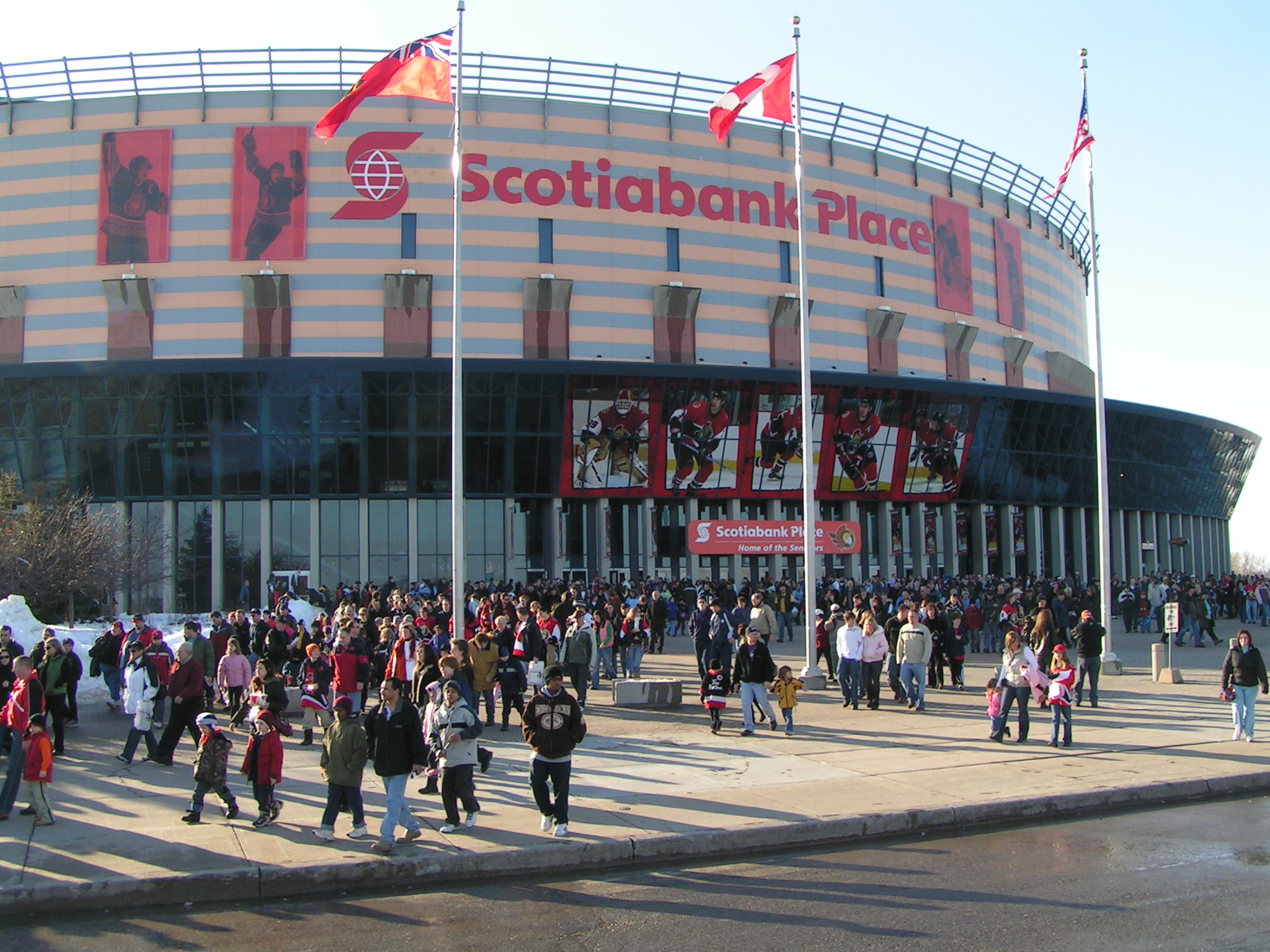
オタワ・セネターズのホームであるスコシアバンク・ プレイス

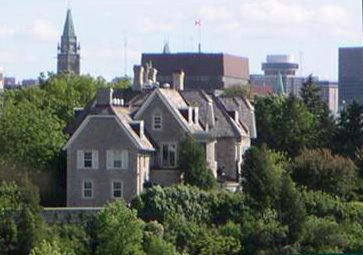
カナダの首相官邸「サセックスドライブ24番地」

### 名所・旧跡
オタワ川に面した高台は「パーラメント・ヒル」（Parliament Hill）と呼ばれる中央官庁街となっている。建物は重厚なゴシック・リヴァイヴァル建築で統一されており、見応えがある。カナダ国会議事堂、首相府「ランジュバン棟」、高級ホテル「シャトー・ローリエ」などが建ち並ぶ。カナダの総督の公邸「リドーホール」はやや離れた所に立地している。
首都オタワには数々の美術館や博物館があり、ガラス張りのナショナル・ギャラリーやカナダ現代写真美術館 (Canadian Museum of Contemporary Photography) 、カナダ戦争博物館 (Canadian War Museum) 、カナダ科学技術博物館 (Canada Science and Technology Museum) 、カナダ自然博物館 (Canadian Museum of Nature) 、カナダ農業博物館 (Canada Agriculture Museum) 及びカナダ航空宇宙博物館 (Canada Aviation and Space Museum) などがこれに含まれる。さらに、カナダ文明博物館 (Canadian Museum of Civilization) がオタワ川対岸のケベック州ガティノーにある。

## 文化・名物

### 言語
ケベック州に隣接するため、フランス語系住民の数は12万人に上り、ケベック州以外の都市では最大である。市民の62.6%が英語を、 14.9%がフランス語を使用し、多くの市民は英語とフランス語のバイリンガルである。他には、中国語 （3.1%）、アラビア語 （3.0%）、イタリア語（1.3%）、スペイン語（1.2%）などが話されている。

### スポーツ
オタワを本拠地とするプロスポーツチームは以下の通りである。
| チーム名                   | 所属リーグ                                        | スポーツ                 | Venue                                                | 設立年 | 優勝回数 |
| -------------------------- | ------------------------------------------------- | ------------------------ | ---------------------------------------------------- | ------ | -------- |
| オタワ・セネターズ         | ナショナルホッケーリーグ (NHL)                    | アイスホッケー           | カナディアン・タイヤ・センター                       | 1990   | 0        |
| オタワ・レッドブラックス   | カナディアン・フットボール・リーグ (CFL)          | カナディアンフットボール | TDプレイス・スタジアム                               | 2010   | 1        |
| オタワ・ブラックジャックス | カナダ・エリート・バスケットボール・リーグ (CEBL) | バスケットボール         | TDプレイス・アリーナ                                 | 2019   | 0        |
| アトレティコ・オタワ       | カナダ・プレミアリーグ (CPL)                      | サッカー                 | TDプレイス・スタジアム                               | 2020   | 0        |
| オタワ・タイタンズ         | フロンティアリーグ (FL)                           | 野球                     | レイモンド・シャボット・グラント・ソーントン・パーク | 2020   | 0        |
| オタワ・エーシズ           | ラグビー・フットボール・リーグ (RFL)              | ラグビー                 | TDプレイス・スタジアム                               | 2021*  | 0        |

## オタワ出身の著名人
- ブライアン・アダムス：ミュージシャン
- ダイ・バーノン：マジシャン
- ポール・アンカ：歌手
- マーガレット・アトウッド：作家
- トム・グリーン：俳優・コメディアン
- ピーター・ジェニングス：ニュースキャスター
- リッチ・リトル (Rich Little) ：コメディアン
- ピーター・マンスブリッジ (Peter Mansbridge) ：ジャーナリスト・俳優
- アラニス・モリセット：歌手
- マシュー・ペリー：俳優
- サンドラ・オー：女優
- MONKEY MAJIK：日本のポップ・ロックバンド。メンバー2人がオタワ出身
- ジャスティン・トルドー：第29代カナダ首相